# Feministisk retorik
Feministisk retorik är en form av kommunikation som handlar om att förstå hur personer förhåller sig till världen omkring dem genom olika sorters symboler. En symbol i retorisk mening kan vara en bild men också ord, kroppsspråk och musik. Historiskt sett har kvinnor oftast hindrats från att säga sin sak inför allmänheten fram tills nyligen.
Det var först år 1973, under andra vågens feminism, som Karlyn Kohrs Campbell skrev uppsatsen ”Kvinnorörelsens retorik: en oxymoron” och kvinnors språkliga verk började studeras retoriskt. Uppsatsen blev för många forskare en början till en kritisk diskussion om en feministisk retorik som rörde texter och tal av kvinnor som tidigare ansågs ligga utanför retorikens ramverk. Praktiskt kan den feministiska retorikens mål om samförstånd göra att den är ett verktyg som uppfyller den demokratiska värderingen att folkets röst blir hörda.

## Historia
Till skillnad från män som i många århundraden utbildats i retoriken har kvinnor varken utbildats eller ens haft en plats i det offentliga rummet. Det är över huvud taget svårt att hitta bevarade texter som skrevs av kvinnor innan 1600-talet. De texter som har bildat retorikens traditioner är skrivna nästan exklusivt av män. Under första vågens feminism under 1800 och 1900-talet framkom fler kvinnliga talare men det var under feminismens andra våg som den feministiska retorik började ta form.
Det var med Karlyn Kohrs Campbells uppsats ”Kvinnorörelsens retorik: en oxymoron” från 1973 som den feministiska retoriken började definieras när uppsatsen skapade ett sätt att se på historiska verk av kvinnor genom en retorisk lins. Feministisk forskning har sedan dess utvecklats till ett sammhängande forskningsfält som bland annat kan studera retorisk verksamhet från feministiska infallsvinklar. En sådan feministisk infallsvinkel på retorik var den ”inbjudande retoriken” som skapades av Sonja K. Foss och Cindy L. Griffin år 1995.

## Feministiska retorikens kännetecken
Praktiken av feministisk retorik är ett tillvägagångssätt som vill uppnå bättre förståelse i stället för den övertygande målsättningen av klassisk retorik. För de som brukar feministisk retorik samarbetar de för att skapa genuina relationer och nå ett förenat perspektiv. Några principer i sådana dialoger är att alla är jämlika, att deltagare delar med sig av sina personliga erfarenheter och att fråga frågor för att bättre förstå varandra. I kontrast med klassisk retorik finns det också en plats i feministisk retorik att vara självkritisk och öppen om sina svagheter.

### Exempel på feministisk retorik
Ett exempel på feministisk retorik finns i essän Cutting Loose från år 1970, skriven av Sally Kempton, där hon delar med sig av sina genuina och personliga erfarenheter. I utdraget från essän använder hon bland annat sig av starka känslor och självkritik som är en del av den feministiska retorikens stil:
Den sanna dramatiska avslutningen av den här berättelsen skulle vara upplösningen av mitt äktenskap; det finns en del av mig som tror att man inte kan bekämpa ett sexistiskt system och samtidigt erkänna sitt behov av en mans kärlek ... Men till sist skilde sig inte min make och jag ... I stället rasade jag mot honom i många månader och gick in i kvinnorörelsen, och tänkte en hel del om mig själv, och om mina problem verkligen alla var kvinnoproblem, och kom fram till att vissa av dem var det och att andra inte var det.

## Inbjudande retorik
En utveckling av feministisk retorik är den inbjudande retoriken. Det är en stil som vill bjuda in publiken till att uppleva talarens värld för att skapa en genuin relation. Stilens mål är den förståelse som kan uppstå av relationen mellan talaren och publiken. Även fast man kan bli övertyga av att få ett nytt perspektiv och en ny förståelse av något så är en förändring inte den inbjudande retorikens målsättning utan målet är den gemensamma förståelse som kan nås genom dialog. Skaparna av stilen, Sonja K. Foss och Cindy L. Griffin, utgick från ett urval av principer som de ansåg enar olika feministiska definitioner: jämlikhet, självbestämmande och levande varelsers inneboende värde.